# Antonio Delamea Mlinar
Antonio Mlinar Delamea (ur. 10 czerwca 1991 w Celje) – słoweński piłkarz występujący na pozycji obrońcy, zawodnik New England Revolution.

## Kariera klubowa
Treningi piłki nożnej rozpoczął w NK Celje w 1997 roku. W 2004 trafił do NK Šampion, a w 2006 został zawodnikiem NK Aluminij. Latem 2008 trafił do NK Interblock. W czerwcu 2011 podpisał czteroletni kontrakt z Olimpią Lublana. Zadebiutował w tym klubie 17 lipca 2011 w przegranym 0:3 meczu z NK Celje, a pierwszego gola strzelił 18 sierpnia 2012 w zremisowanym 2:2 spotkaniu z tym samym rywalem. W czerwcu 2016 przedłużył z nią kontrakt o trzy lata. 24 stycznia 2017 przeszedł do New England Revolution.

## Kariera reprezentacyjna
Młodzieżowy reprezentant Słowenii w kadrach od U-16 do U-21. W seniorskiej reprezentacji zadebiutował 14 listopada 2016 w zremisowanym 1:1 meczu z Polską.